# Cydosia chrysorrhaeella
Cydosia chrysorrhaeella là một loài bướm đêm trong họ Erebidae.